# Praia do Siriú
Praia do Siriú
A praia do Siriú é uma praia em Garopaba, Santa Catarina, no Brasil. É a maior praia em extensão do município, chegando a 4 km de faixa de areia. É conhecida por suas enormes dunas, que chegam a alcançar 40 metros de altura, com a formação de piscinas naturais em períodos de chuva.
O surfe é outra modalidade comum no local.
A praia do Siriú faz parte da Área de Proteção Ambiental do Entorno Costeiro e da Área de Proteção Ambiental da Baleia Franca (APA-BF).
No lado norte da praia desemboca a bela Lagoa do Siriú, onde procriam-se camarões e diversos tipos de peixes. O acesso à praia pode ser feito por uma trilha ou pela Praia Central de Garopaba, pelo bairro dos Morrinhos.